# Lampides bangkaia
Lampides bangkaia är en fjärilsart som beskrevs av Ribbe 1926. Lampides bangkaia ingår i släktet Lampides och familjen juvelvingar. Inga underarter finns listade i Catalogue of Life.